# Monongahela
|  | Dieser Artikel wurde aufgrund von inhaltlichen Mängeln auf der Qualitätssicherungsseite des Projektes USA eingetragen. Hilf mit, die Qualität dieses Artikels auf ein akzeptables Niveau zu bringen, und beteilige dich an der Diskussion! Eine nähere Beschreibung der zu behebenden Mängel fehlt. |

Monongahela ist eine Stadt im Washington County im US-Bundesstaat Pennsylvania. Das U.S. Census Bureau hat bei der Volkszählung 2020 eine Einwohnerzahl von 4.159 ermittelt.

## Fakten
Die Stadt erstreckt sich über eine Fläche von 5,5 km².
Die Gründung von Monongahela kann bis ins Jahr 1769 zurückverfolgt werden. Somit ist die Stadt sieben Jahre vor der Gründung der USA im Jahr 1776 von den drei Männern William Nowland, Peter Froman und James Linnes gegründet worden.
Den Namen erhielt Monongahela vom nahe gelegenen Monongahela River.
Am 9. Juli 1755 wurden in der Schlacht bei Monongahela die Briten von den Franzosen vernichtend geschlagen.
Monongahela ist Sitz der Kirche Jesu Christi (Bickertoniten).

## Bevölkerung
Seit der Volkszählung 1960 weist Monongahela einen Bevölkerungsrückgang auf.

## Söhne und Töchter der Stadt
- Frederick D. Rossini (1899–1990), Chemiker
- Roland Kibbee (1914–1984), Drehbuchautor und Filmproduzent
- Henrietta Leaver (1916–1993), neunte Miss America (1935)
- Carl E. Vuono (* 1934), General der United States Army
- John Taylor Gatto (1935–2018), Lehrer, Autor und Redner
- Jay Chattaway (* 1946), Komponist für Filmmusiken
- Mitch Daniels (* 1949), Politiker und Gouverneur des Bundesstaates Indiana (2005–2013)
- Jim Renacci (* 1958), Politiker und Mitglied des US-Repräsentantenhauses